# ジェームズ・K・ポーク (原子力潜水艦)
|          |                                            |
| 艦歴     |                                            |
| 発注:    | 1962年11月1日                              |
| 起工:    | 1963年11月23日                             |
| 進水:    | 1965年5月22日                              |
| 就役:    | 1966年4月16日                              |
| 退役:    | 1999年7月8日                               |
| その後:  | 原子力艦再利用プログラム                   |
| 除籍:    |                                            |
| 性能諸元 |                                            |
| 排水量:  | 水上 6,527トン 水中 7,345トン              |
| 全長:    | 129.5 m (425 ft)                           |
| 全幅:    | 10 m (33 ft)                               |
| 吃水:    | 9.4 m (31 ft)                              |
| 機関:    | S5W型原子炉                                |
| 最大速:  |                                            |
| 兵員:    | 士官14名、兵員129名                        |
| 兵装:    | ミサイル発射管16門、 21インチ魚雷発射管4門 |

ジェームズ・K・ポーク(USS James K. Polk, SSBN/SSN-645)は、アメリカ海軍の原子力潜水艦。ベンジャミン・フランクリン級原子力潜水艦の6番艦。艦名は第11代大統領ジェームズ・K・ポークに因む。その名を持つ艦としてはプレジデント・ジャクソン級攻撃輸送艦6番艦プレジデント・ポーク(AP-103)以来2隻目。

## 艦歴
ジェームズ・K・ポークの建造は1962年11月1日にコネチカット州グロトンのジェネラル・ダイナミクス、エレクトリック・ボート社に発注され、1963年11月23日に起工した。1965年5月22日にホレーショ・リベイロ・ジュニア夫人（海軍作戦副部長リベイロ提督の妻）によって進水し、1966年4月16日にブルー班艦長R・M・ダグラス中佐およびゴールド班艦長F・D・マクミューレン・ジュニア中佐の指揮下就役した。
ジェームズ・K・ポークは1966年9月にサウスカロライナ州チャールストンに向けて出航し、最初の戦略抑止哨戒のためにポラリスミサイルを搭載する。整調期間が完了すると大西洋で活動し、1966年から1971年5月までの期間に17回の抑止哨戒を完了した。
1971年7月にジェームズ・K・ポークは最初のオーバーホールのためバージニア州のニューポート・ニューズ造船所のドックに入る。このオーバーホールでは核燃料の補給と、ポセイドンミサイル運用のための改修が行われた。改修作業は1972年後半に完了し、公試と訓練の期間に入る。この期間にジェームズ・K・ポークはミサイル発射試験を行った。
ジェームズ・K・ポークは1973年5月に大西洋で戦略抑止哨戒を再開する。1981年9月に50回目の哨戒を完了した後、ジェームズ・K・ポークはポーツマス海軍造船所で2回目のオーバーホールを開始する。作業は1983年に完了し、その後は7回の哨戒を完了した。
ジェームズ・K・ポークは58回目の哨戒を完了すると、1986年1月にポーツマス海軍造船所で3回目のオーバーホールに入る。作業完了後1988年11月に出航し、整調活動を行う。1989年5月にジェームズ・K・ポークは最後の哨戒活動を開始した。
1991年4月に就役25周年を記念し、8月には66回目、最後の哨戒を完了した。ジェームズ・K・ポークは19ヶ月におよぶ転換作業で、1994年3月に16基のミサイル発射管が取り外され、SSBN-645 から SSN-645 に艦種変更された。変更後ジェームズ・K・ポークはドライデッキシェルターを装備し、二度の地中海配備で多くの特殊部隊演習およびNATO軍演習に参加した。
1999年1月9日にジェームズ・K・ポークはノーフォークで不活性化された。1999年7月8日に退役し、原子力艦再利用プログラムに基づき解体された。
2001年5月時点で、ジェームズ・K・ポークのセイル部分はニューメキシコ州アルバカーキの国立原子力博物館に展示されていた。